# شهرستان مرسد (کالیفرنیا)
شهرستان مرسد در دره مرکزی، شمال فرزنو و جنوب شرقی سن خوزه در ایالت کالیفرنیا، آمریکا واقع شده‌است. مطابق با سرشماری سال ۲۰۰۰ جمعیت آن معادل ۲۱۰٬۵۵۴ نفر برآورد شده‌است و بخشداری آن مرسد می‌باشد.
شهرستان مرسد در سال ۱۸۵۵ از بخشی از شهرستان ماریپوزا تشکیل شد. بخشی از قلمروی آن در سال ۱۸۵۶ به شهرستان فرسنو واگذار شده‌است.